# Gheorghe-Dănuț Bogdan
Gheorghe-Dănuț Bogdan (n. 21 iulie 1968, Drăgănești, România) este un deputat român, ales în 2012 din partea Partidului Social Democrat.